# Biện chứng của tự nhiên

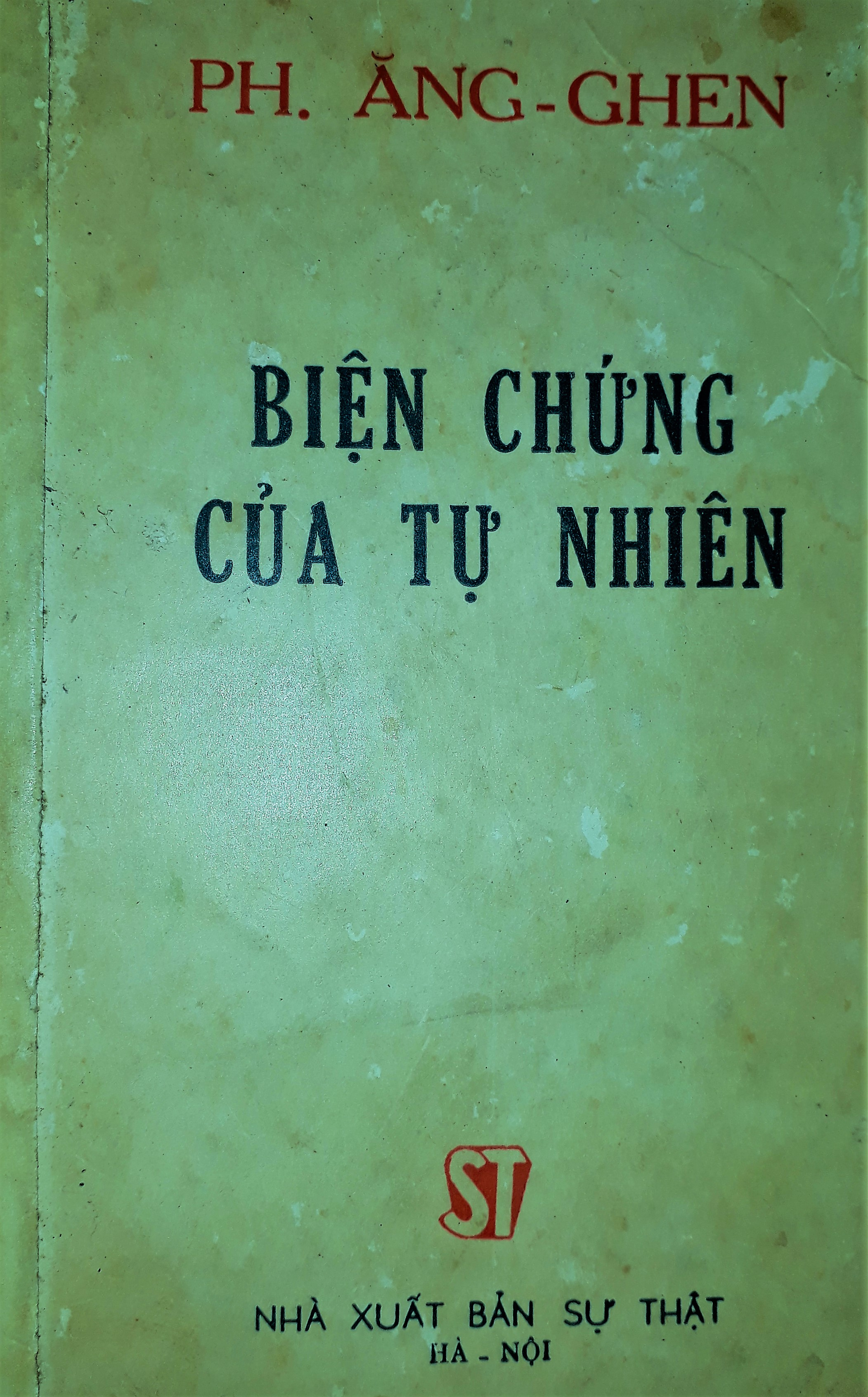
Bìa cuốn sách do Nhà xuất bản Sự thật dịch từ tiếng Nga, ấn hành năm 1971

Biện chứng của tự nhiên (tiếng Đức: Dialektik der Natur) là một tác phẩm chưa được hoàn thành của Friedrich Engels. Trong tác phẩm này, Engels đã áp dụng phép biện chứng duy vật để diễn giải bản chất và các quy luật của giới tự nhiên. Tác giả cũng đứng trên lập trường của chủ nghĩa duy vật biện chứng để phê phán các quan điểm tư sản trong lĩnh vực khoa học tự nhiên, bảo vệ và phát triển chủ nghĩa duy vật biện chứng.

## Bối cảnh tác phẩm
"Biện chứng của tự nhiên" được F. Engels viết trong giai đoạn 1870 đến 1882, nhưng chưa hoàn thành và không được xuất bản khi tác giả còn sống. Tác phẩm ra đời trong khoảng thời gian ít năm sau sự kiện Công xã Paris. Lúc đó, giai cấp tư sản tích cực tấn công vào phong trào của giai cấp công nhân, tấn công vào chủ nghĩa Mác. Các nghiên cứu về khoa học tự nhiên bị xuyên tạc và lợi dụng để đả phá phép biện chứng duy vật và chủ nghĩa duy vật lịch sử, phủ nhận đấu tranh giai cấp và chuyên chính vô sản. Nhiều học thuyết mang đậm tính duy tâm, siêu hình như "chủ nghĩa Darwin xã hội", "thuyết chiết nhiệt", chủ nghĩa duy tâm trong toán học, sinh học lúc đấy đang thịnh hành. Ngoài ra ở châu Âu lúc đấy còn thịnh hành tệ nạn đồng bóng, bói toán, mê tín dị đoan, và vào thập niên 1870 cũng xuất hiện chủ nghĩa cơ hội.
Trong tình hình như vậy, tác phẩm "Biện chứng tự nhiên" được viết với các mục đích sau:
- Tổng kết những thành tựu phát triển của khoa học tự nhiên lúc đó và xây dựng quan niệm của phép biện chứng duy vật về giới tự nhiên.
- Cung cấp cho khoa học tự nhiên phương pháp nhận thức khoa học, đó là phép biện chứng duy vật thay cho chủ nghĩa duy tâm và phép siêu hình đang chi phối khoa học tự nhiên lúc bấy giờ.
- Trình bày một cách biện chứng về thế giới mà khâu quan trọng là trình bày sự quá độ từ giới tự nhiên lên xã hội loài người.
- Phê phán những trào lưu tư tưởng duy tâm, siêu hình đang chi phối khoa học tự nhiên và đang công kích chủ nghĩa Marx.

Trong tác phẩm "Biện chứng của tự nhiên", F. Engels đã phê phán xu hướng xa rời chủ nghĩa duy vật của những học thuyết đã nêu, trình bày sự liên hệ trực tiếp của những trào lưu triết học phản động đó với tình hình chính trị lúc bấy giờ và mục đích nhằm phục vụ lợi ích của giai cấp tư sản. Tuy nhiên tác phẩm "Biện chứng của tự nhiên" đã không được hoàn thành. Vào năm 1876, Engels phải tạm dừng tác phẩm để tập trung viết bản luận chiến "chống Duhring". Sau đó,  khi Karl Marx qua đời (1883), Engels phải tạm ngưng các công trình của riêng mình để tập trung chỉnh lý và biên soạn các di cảo của Marx, ví dụ tập 2 và tập 3 của Tư bản luận. Sau khi Engels mất, chỉ có hai bài Tác dụng của lao động trong quá trình chuyển biến từ vượn thành người và Khoa học tự nhiên trong thế giới thần linh vào những năm 1896 và 1898. Những nhân sĩ trong Đảng Xã hội Dân chủ Đức như Eduard Berstein bị cho là không chịu sớm công bố toàn văn tác phẩm này, do bản thân Berstein chống đối lại chủ nghĩa Marx và theo thuyết Kant mới mà Engels phê phán. Mãi đến năm 1925, 3 thập kỷ sau khi Engels qua đời, tác phẩm mới được xuất bản ở Moskva bởi Viện Marx - Engels - Lenin.

## Nội dung tác phẩm
"Biện chứng của tự nhiên" là một tác phẩm chưa được hoàn thành và vì vậy chỉ có một phần đã được tác giả hoàn thiện, mài dũa về mặt hành văn, còn lại chỉ những đoạn rời của bản thảo, bản nháp được dự định để viết thành các chương sách. Đồng thời, do những hạn chế về trình độ khoa học tự nhiên vào thời đại đó, cũng như việc Engels không thể tập trung theo dõi sát sao tình hình khoa học do công việc biên tập dày đặc, cho nên một số nội dung như "vật chất ether" đã không còn đúng so với ngày nay nữa. Một số thành tựu khoa học mang tính cách mạng như tia X, nguyên tố phóng xạ, thuyết lượng tử sau khi Engels mất mới có, nên cũng không được đề cập trong tác phẩm.
Nội dung chủ yếu của tác phẩm gồm ba phần: Phần mở đầu nói về lịch sử của khoa học tự nhiên và liên hệ của nó với triết học, phân tích tình trạng khoa học tự nhiên thời đó, trình bày phép biện chứng duy vật với các quy luật chủ yếu của nó. Phần thứ hai nói về phân loại các khoa học tự nhiên, nêu những ý kiến về từng môn khoa học và nội dung biện chứng của khoa học đó. Phần cuối cùng phê phán những thuyết như bất khả tri, chủ nghĩa máy móc, chủ nghĩa Darwin xã hội, qua đó phê phán những quan điểm của các nhà tư tưởng tư sản về các hiện tượng xã hội như việc áp dụng một cách vô lý những quy luật của tự nhiên vào xã hội, và luận chứng rằng con người nhờ lao động mà tách ra khỏi giới động vật. Tác phẩm dự định kết thúc bằng phần xem xét các hiện tượng xã hội, bước đầu vạch ra mối liên hệ biện chứng giữa các hiện tượng tự nhiên với các hiện tượng xã hội, biện chứng của tự nhiên và biện chứng của xã hội.

## Đánh giá và ảnh hưởng
Khi Eduard Berstein hỏi ý kiến của Albert Einstein về việc liệu có nên xuất bản "Biện chứng của tự nhiên" hay không, Einstein cho rằng mặc dù nội dung khoa học không có gì mới mẻ, tác phẩm xứng đáng được đọc rộng rãi hơn để biết về con người và hiểu biết của Engels. 
Nhiều học giả đã đánh giá cao tác phẩm "Biện chứng của tự nhiên". Nhà sinh học J. B. S. Haldane cho rằng giá như phương pháp luận của Engels được biết rộng rãi hơn thì quá trình phát triển của vật lý học đã trở nên thông suốt hơn và nếu nhận xét của Engels về thuyết tiến hoá Darwin được biết sớm hơn những suy nghĩ sai lầm về vấn đề này sẽ bớt đi ít nhiều. Nhà cổ sinh học Stephen Jay Gould rất ấn tượng về cách Engels luận chứng về bàn tay vừa là phương tiện lao động vừa là sản phẩm của lao động. Nhà khoa học Joseph Needham nhận định rằng Engels đã đúng khi ông phê phán sự cứng nhắc, máy móc của khoa học thời đó không thể ứng phó với các nội dung mang tính biện chứng cao của tự nhiên. Paul McGarr đã nói rằng, tác phẩm "Biện chứng của tự nhiên" cho thấy những lời phê phán Engels "thô thiển", "máy móc", "duy tâm" là không đúng sự thực.